# Jacques Wehrung
Jacques Wehrung (* 16. September 1835 in Zilling; † 14. Juni 1900 in Drulingen) war ein elsässischer Notar und Mitglied des Landesausschusses des Reichslandes Elsaß-Lothringen.

## Leben
Jacques Wehrung war der Sohn des Kaufmanns und Tabakhändlers Gustave Wehrung aus Bourscheid und dessen Frau Catherine Lantz. Er heiratete am 24. Oktober 1871 in Drulingen Marie Julie Valentine Schmidt. 1865 wurde er kaiserlicher Notar in Drulingen. 1892 wurde er zum Justizrat ernannt. Er war Präsident der Notarkammer im Bezirk Unterelsaß.
Er war 1873 bis 1900 Mitglied des Kreistages des Kreises Zabern und des Bezirkstags des Unterelsaß. Durch diesen wurde er 1878 in den Landesausschusses gewählt, dem er bis zu seinem Tod 1900 angehörte.
Im Landesausschuss gehörte er 1881 zu den Gründern der Fraktion "Freie Gruppe". Nach seinem Tod wurde Georges Moritz (1848–1914) der Bürgermeister aus Pfaffenhoffen für ihn in den Landesausschuss gewählt.